# ونزگو

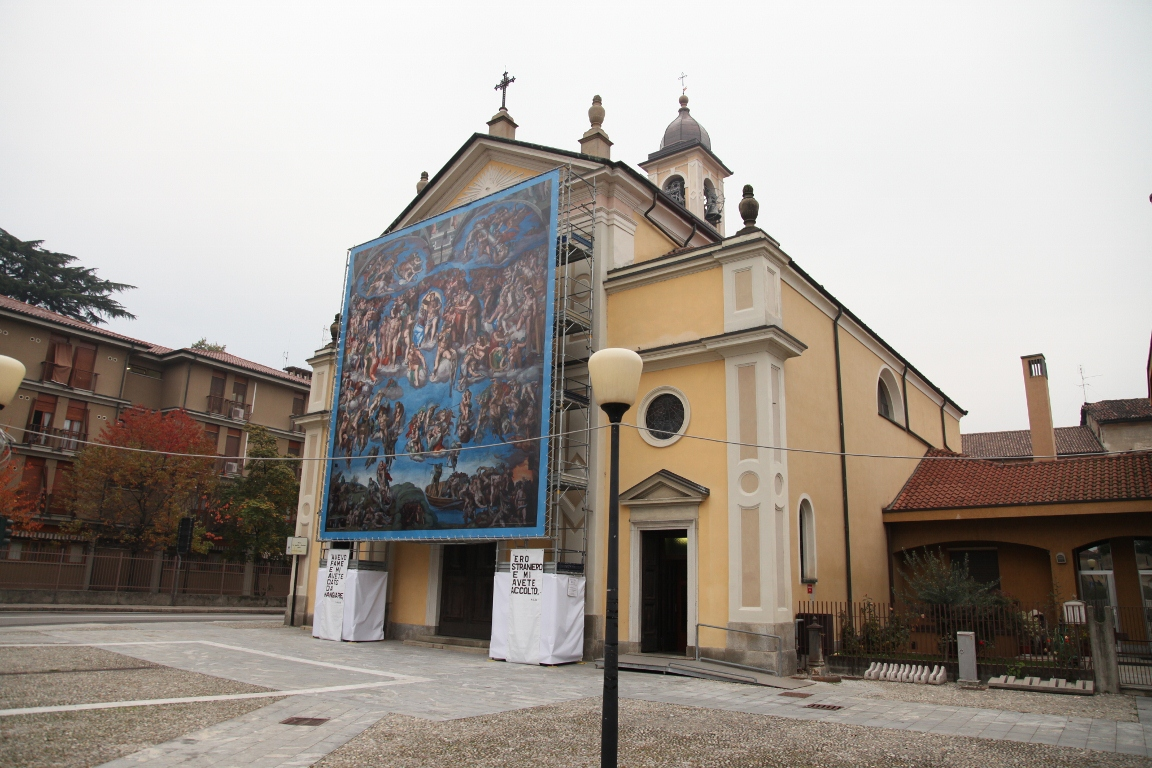
وانزاگو ۱۱/۲۰۱۰

ونزگو (به ایتالیایی: Vanzago) یک کومونه در ایتالیا است که در استان میلان واقع شده‌است.

## خصوصیات
ونزگو ۶٫۲ کیلومترمربع مساحت و ۷٬۶۱۵ نفر جمعیت دارد و ۱۵۴ متر بالاتر از سطح دریا واقع شده‌است.